# Charly (canción)
«Charly» es el sencillo debut del grupo británico de música electrónica The Prodigy, incluido más tarde en su álbum debut Experience de 1992, aunque la versión que aparece en el álbum es el remix «Trip into Drum & Bass».
Fue lanzado en el Reino Unido el 12 de agosto de 1991 a través de XL Recordings en formato vinilo, CD y casete. Casi un año después, fue lanzado como sencillo de de doble lado A con «Everybody in the Place» en Estados Unidos el 18 de junio de 1992 a través de Elektra Records en formato CD, digipak y maxisencillo.
El 22 de noviembre de 2004 se lanzó el sencillo en formato digital. El 1 de octubre de 1992, «Charly» vendió más de 200.000 copias en el Reino Unido, lo que a su vez le permitió obtener la certificación de disco de plata por la Industria Fonográfica Británica. El remix «The Alley Cat Mix» aparece como la pista número 3 en el disco expandido 2 del álbum debut de la banda, Experience. «Charly» fue incluida en el álbum recopilatorio de la banda Their Law: The Singles 1990-2005, como pista número 9.

## Antecedentes
«Charly» fue escrita y producida por el líder de la banda, Liam Howlett, junto con Chaz Stevens como productor adicional. La portada del sencillo fue diseñada por Jay McKendry Jenkins. La canción samplea extractos de una película de información pública de la BBC de la década de 1970, Charley Says (de «Double Deckers» de la campaña «Say No to Strangers» de ITV), en la que se muestra a un niño con su gato. Más tarde, este sampleo resultó en que la banda fuera demandada sin éxito por plagio.
La banda fue criticada por la revista de música dance Mixmag por inspirar una gran cantidad de canciones rave imitadas que también incluían programas infantiles, como «Sesame's Treet»de Smart E's y «A Trip to Trumpton» de Urban Hype.

## Recepción
La canción recibió críticas generalmente mixtas, a pesar de su popularidad. Dooyoo.co.uk describió a «Charly» como «una canción infame que se reprodujo a un volumen muy alto durante semanas y su video musical la convirtió en una de las canciones controvertidas de su época». NME lo nombró «Sencillo de la semana», escribiendo: «Una pista techno malditamente traviesa que utiliza hábilmente una frase de una vieja película de información pública. Charly says you should always tell your mummy before you go off somewhere, es la frase que escucharás en las próximas semanas. Esto podría ser algo bueno o malo, ya que cientos de productores de dormitorio buscan en grabaciones y películas antiguas de bandas sonoras de la BBC en busca de todo tipo de gemas. Esperemos que la gente también piense en sus pistas. Una carta sin duda».
Popmatters.com describió a la canción como una pista electrónica desarrollada de tal manera que aseguraría evitar el aburrimiento. Stylusmagazine.com interpretó la canción como «Todo alboroto adolescente e insurgencia succionantemente vacante». Independientemente de la recepción crítica mixta de «Charly», la canción realmente ha logrado obtener un seguimiento de culto bastante generalizado a lo largo de los años por su uso innovador del sonido, ya que muchos fanáticos lo han considerado uno de los principales puntos de inflexión. en la historia de la música electrónica, si no en la escena rave en general.
En 2020, periodista británico Alexis Petridis, incluyó a «Charly» en el número 16 en su lista de sus «25 mejores pistas de breakbeat hardcore de principios de los '90».

## Video musical
Un video musical dirigido por Russell Curtis presenta imágenes en vivo de una de las primeras actuaciones de The Prodigy combinado con otros efectos visuales. El video contrasta la letra de la canción y la muestra «infame» al reproducir un clip de una advertencia del gobierno para que siempre le digas a tus padres a dónde ibas. La figura de dibujos animados utilizada representa a un niño, llamado Tony, junto a su gato pelirrojo llamado Charley; «Charley Says» fue una breve serie de dibujos animados informativos producidos para niños durante la década de 1970 que trataban temas cotidianos como no jugar con fósforos y no hablar con extraños.

## Lista de canciones
| Sencillo 12" (Reino Unido) |                              |          |  |
| N.º                        | Título                       | Duración |  |
| 1.                         | «Charly» (Alley Cat mix)     | 5:24     |  |
| 2.                         | «Pandemonium» (original mix) | 4:25     |  |
| 3.                         | «Your Love» (original mix)   | 6:00     |  |
| 4.                         | «Charly» (original mix)      | 3:56     |  |

| Descarga digital (2004) |                          |          |  |
| N.º                     | Título                   | Duración |  |
| 1.                      | «Charly» (original mix)  | 3:56     |  |
| 2.                      | «Pandemonium»            | 4:25     |  |
| 3.                      | «Your Love»              | 6:00     |  |
| 4.                      | «Charly» (Alley Cat mix) | 5:27     |  |

## Desempeño en listas musicales
El 24 de agosto de 1991, «Charly» debutó en el número 9 en la lista de sencillos del Reino Unido, dos semanas después subió a la posición máxima del número 3, donde permaneció durante dos semanas consecutivas. El sencillo volvió a entrar en la lista casi cinco años después de su lanzamiento en el número 66 el 20 de abril de 1996. El sencillo volvió a ingresar, ocho años más después de su reingreso anterior debido a un lanzamiento de descarga digital del sencillo. Esta vez en el número 73 el 4 de diciembre de 2004. En total, pasó un total de seis semanas entre los diez primeros y 12 semanas entre los 75 primeros.

## Posicionamiento en listas
| Lista (1991)                   | Mejor posición |
| ------------------------------ | -------------- |
| Australia (ARIA)               | 161            |
| (Eurochart Hot 100)            | 11             |
| Irlanda (IRMA)                 | 9              |
| Reino Unido (UK Singles Chart) | 3              |
| UK Dance (Music Week)          | 1              |

| País        | Lista (1991)            | Posición |
| ----------- | ----------------------- | -------- |
| Reino Unido | Official Charts Company | 26       |

## Certificaciones
| País        | Certificación | Ventas  |
| ----------- | ------------- | ------- |
| Reino Unido | Plata         | 200 000 |